# Truplaya lachaisei
Truplaya lachaisei är en tvåvingeart som beskrevs av Loïc Matile 1978. Truplaya lachaisei ingår i släktet Truplaya och familjen platthornsmyggor.
Artens utbredningsområde är Elfenbenskusten. Inga underarter finns listade i Catalogue of Life.